# Lamrim chenmo
| Tibetische Bezeichnung                 |
| -------------------------------------- |
| Tibetische Schrift: ལམ་རིམ་ཆེན་མོ།        |
| Wylie-Transliteration: lam rim chen mo |
| Chinesische Bezeichnung                |
| Traditionell: 菩提道次第廣論           |
| Vereinfacht: 菩提道次第广论            |
| Pinyin:Puti daocidi guanglun           |

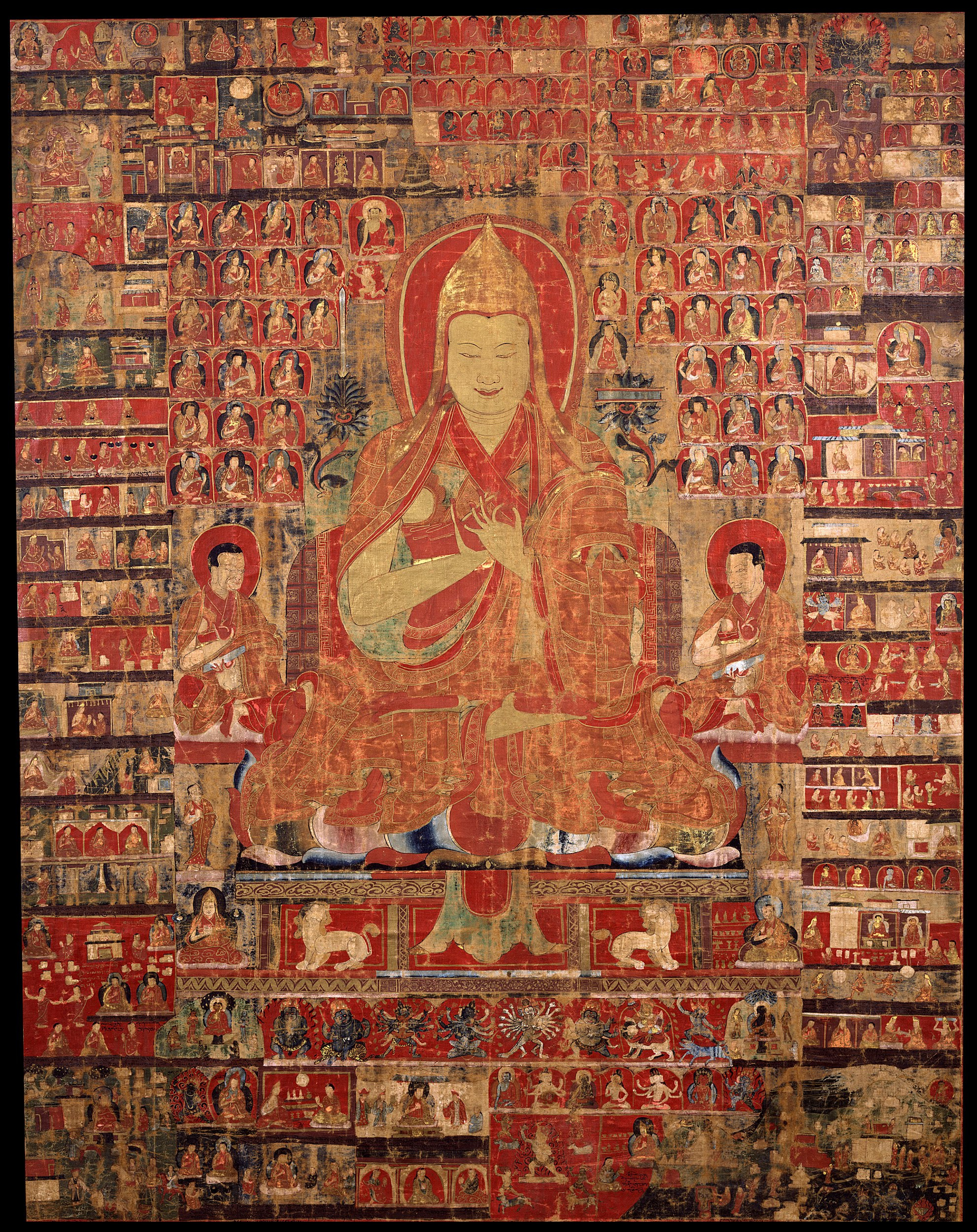
Tsongkhapa auf einem Thangka

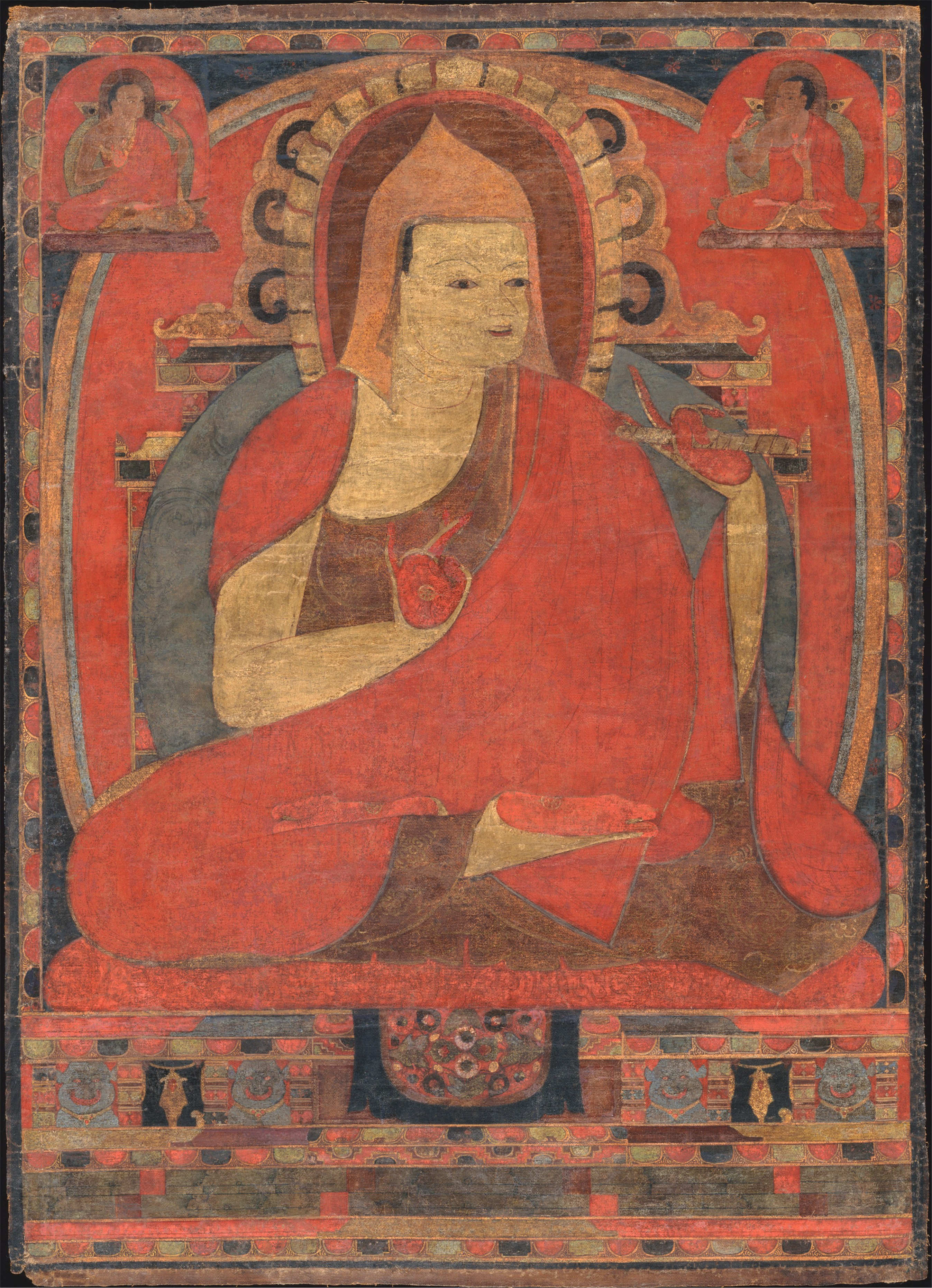
Porträt von Atisha

Lamrim chenmo (tib. lam rim chen mo; Große Darlegung des Stufenwegs zur Erleuchtung u. a.; engl. The Great Treatise on the Stages of the Path to Enlightenment) ist ein bedeutendes Werk des tibetischen Buddhismus.

## Einführung
Das Werk gilt als das wichtigste Werk des tibetischen Meisters Tsongkhapa (1357–1419), des Gründers des Klosters Ganden (1409) bei Lhasa, des Stammklosters der Gelug-Schule. Der „Lamrim-Stufenweg zur Erleuchtung“ ist bis heute die Grundlage des von der Gelugpa gelehrten Erleuchtungsweges.
Die Gelug-Schule entstammt der Kadam-Tradition, in der der indische Meister Atisha und andere große Meister eine systematisierte Struktur des Studiums entwickelten, die als Lamrim („Stufenweg zur Erleuchtung“) bekannt ist und die Schritte darlegt, die ein Praktizierender unternehmen muss, um zur Erleuchtung zu gelangen. Die Tradition geht auf Atisha zurück, wobei spätere Lamrim-Schriften an seine Inhalte anknüpfen.
Unter Verwendung der Lamrim-Sequenzen der vom indischen Meisters Atisha verfassten Bodhipathapradīpa (Lampe auf dem Weg des Erwachens / A Lamp for the Path to Enlightenment) als Rahmen wurden die exoterischen Sutras und Abhandlungen zu einem umfangreichen Meisterwerk zusammengestellt. Die Zusammenstellung der Vajrayana-Lehren wurde als „Große Abhandlung über die Stufen des tantrischen Pfades“ (密宗道次第廣論) verfasst.
Das im Chinesischen auch mit Guanglun 廣論 / 广论 (etwa: Erweiterte Darlegung) abgekürzte Werk ist eine wichtige Abhandlung, die das Wesentliche der zwölf Kategorien der Schriften des Tripitaka (tib. gsung-rab yan-lag bcu-gnyis / 三藏十二部) zusammenfasst
1402, im Alter von sechsundvierzig Jahren, verfasste es Tsongkhapa im Kloster Radreng (rwa sgreng) das Lamrim chenmo (lam rim chen mo). Vor seiner Übersetzung ins Chinesische war Lamrim nur in Tibet, Gansu, Qinghai, der Inneren Mongolei und anderen Gebieten verbreitet, in denen der tibetische Buddhismus vorherrscht. Selbst innerhalb der Gelugpa ist es kein Lehrbuch für Mönche, geschweige denn für die breite Öffentlichkeit.
Tsongkhapas Abhandlung ist jedoch eigentlich eine „erweiterte Version“ von Meister Atishas Abhandlung, und unter diesem Gesichtspunkt kann Tsongkhapa nicht als „Schöpfer“ der Abhandlung betrachtet werden, sondern eher als derjenige, der sie in die erhaltene bekannte Form brachte.
Das aus dem Jahr 1402 stammende Werk Lamrim chenmo ist Je Tsongkhapas ausführlichstes Werk.
Der Dalai Lama urteilte über das Lamrim chenmo (in deutscher Übersetzung):

„Was es als einen der wichtigsten Texte des Mahayana-Buddhismus auszeichnet, ist sein Umfang und seine Klarheit. Es erläutert den gesamten Pfad, von der Art und Weise, wie man sich auf einen spirituellen Lehrer verlassen sollte, was die eigentliche Wurzel ist, bis hin zur Erlangung der Buddhaschaft, die die endgültige Frucht ist. Die verschiedenen Stufen des Pfades werden so klar und systematisch dargestellt, dass sie leicht zu verstehen sind und zur Umsetzung in die Praxis anregen.“

Von rJe btsun Blo bzang nor bu stammt eine mehrbändige Ausgabe, die in der berühmten tibetischsprachigen Schneeland-Buchreihe (gangs can rig mdzod) Eingang fand.
Im Jahr 1931 studierte der Ehrwürdige Meister Fazun 法尊法师 (1902–1980) das Lamrim des Bodhi-Pfades bei Amdo Geshe (1888–1936) in Lhasa. Im Jahr 1934 übersetzte Fazun das Buch nach und nach in Lhasa, Rangun (Yangon) und an der Chinesisch-Tibetischen buddhistischen Akademie (Han-Zang jiaoli yuan 汉藏教理院) in Chongqing. Die erste Ausgabe wurde zusammengestellt und 1935 veröffentlicht. Das gesamte chinesische Buch umfasste insgesamt vierundzwanzig Bände (juan). Das elektronische Tripitaka der CBETA (Chinese Buddhist Electronic Text Association) enthält die moderne Version mit Satzzeichen.
Es gibt zahlreiche westliche Auszugsübersetzungen und neuerdings auch weitgehend vollständige. In jüngerer Zeit wurde das Werk beispielsweise ins Russische (5 Bände) und Englische (3 Bände) übersetzt. Neuerdings ist auch eine deutsche Übersetzung erhältlich.
Meister Tsongkhapa warnte seine Schüler in dem Werk davor, „nach der eigenen Schule gierig zu sein und andere Schulen zu hassen“.